# 出櫃

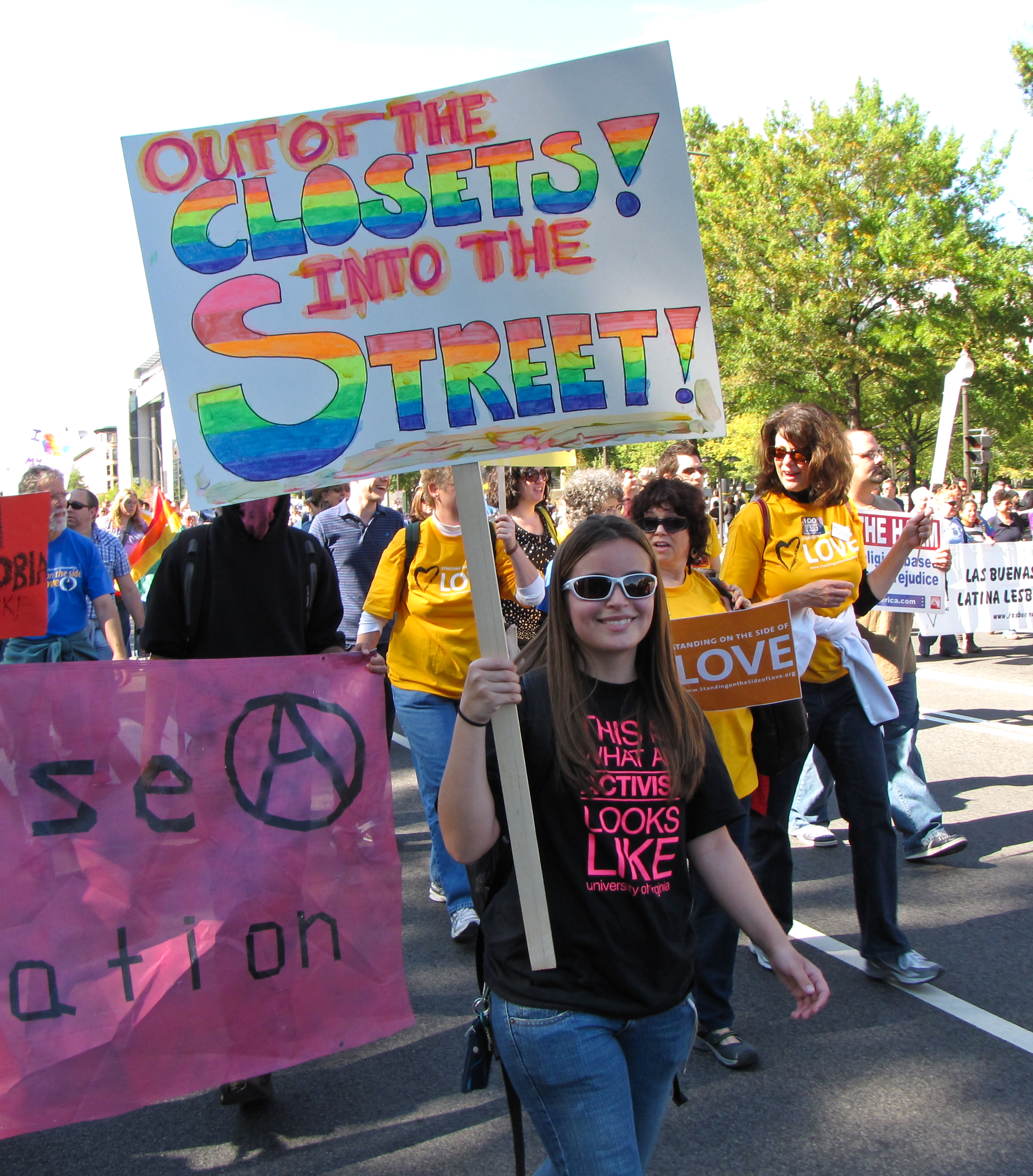
示威者（Bergit Uhran）呼籲「出櫃！上街！」（Out of the closets! Into the street!）

出櫃（英語：Coming out，又稱Coming out of the closet）為LGBT人士表達自己為同性戀、双性恋、泛性恋或跨性别者等的行為。相對地，若果LGBT人士不願意表達，則稱之為深櫃（Closeted）。

## 來源
出櫃一詞來自於英文俚語橱柜裡的骷髅（英文：Skeleton in the closet），意思為家醜。英文中「the Closet」被引申為不可告人的意思，因為同性戀者在恐同社會中有機會被排斥、厭惡、仇恨、偏見和歧視等現象，以致同性戀者被比喻為櫥櫃裡的骷髏，而躲在衣橱裡的人的意思是指將其LGBTQ+身份隱藏的人士。